# Res Jost
Jost Res (Berna, 10 gennaio 1918 – Zurigo, 3 ottobre 1990) è stato un fisico svizzero che si è occupato principalmente della teoria quantistica dei campi costruttiva.

## Biografia
Res Jost è nato il 10 gennaio 1918 a Berna. È figlio dell'insegnante di fisica Wilhelm Jost e di Hermine Spycher. Nel 1949 ha sposato la fisica viennese Hilde Fleischer. Jost ha studiato a Berna e all'Università di Zurigo, dove si è dottorato nel 1946 sotto la supervisione del fisico tedesco Gregor Wentzel. Successivamente ha lavorato con Niels Bohr a Copenaghen, dove ha sviluppato la funzione di Jost nella teoria della diffusione. In seguito ha lavorato come assistente di Wolfgang Pauli a Zurigo. Dal 1949 al 1955 è stato all'Institute for Advanced Study a Princeton dove ha lavorato in particolare con Walter Kohn, Joaquin Mazdak Luttinger e Abraham Pais. Dal 1955 è stato professore associato di fisica teorica all'ETH e dal 1959 è diventato professore ordinario. Nel 1964 ha fondato con Rudolf Haag la rivista scientifica di fisica matematica Communications in Mathematical Physics. È morto il 3 ottobre 1990 a Zurigo. Ebbe come studente il fisico matematico belga David Ruelle.
Jost si è interessato alla teoria della diffusione in meccanica quantistica, trattando anche il problema di ricostruire il potenziale dai dati. Nel 1958 con i metodi sviluppati dal fisico statunitense Arthur Wightman ha dimostrato il teorema CPT partendo dai principi primi. Nel 1957 ha introdotto la rappresentazione di Jost-Lehmann-Dyson, ovvero una rappresentazione integrale del valore di aspettazione del commutatore di due campi.

## Premi e onorificenze
Dal 1977 Res Jost è stato membro corrispondente dell'Accademia nazionale delle scienze degli Stati Uniti d'America. Nel 1984 ha vinto la medaglia Max Planck per i risultati eccezionali in fisica teorica.

## Opere selezionate
- (EN) Res Jost, The general theory of quantized fields, vol. 4, American Mathematical Society, 1965.
- (DE) Res Jost, Das Märchen vom Elfenbeinernen Turm. Reden und Aufsätze, Springer-Verlag Berlin Heidelberg, 1995, DOI:10.1007/978-3-540-49276-4, ISBN 978-3540492764.
- (DE) Res Jost e Walter Schneider, Quantenmechanik: nach Vorlesungen im Wintersemester 1966/67, Vereins der Mathematiker und Physiker an der ETH Zürich, 1969.
- (EN) Res Jost e Italian Physical Society (a cura di), Local quantum theory, vol. 45, Academic Press, 1969, ISBN 9780123688453.
- (DE) Res Jost, Erinnerungen: Erlesenes und Erlebtes, in Physikalische Blätter, vol. 40, n. 7, 1984,  pp. 178-181.